# دكاكيرية الدمى
دكاكيرية الدُمى هو نوعٌ من أنواع الدكاكيريات الجِنسية حيثُ ينجذب فيها الفردُ إلى الدمى مثلَ الألعاب الجِنسيّة. قد تشملُ هذه الفتيشية الرغبة الفعلية فِي الاتصال الجنسي مع دمية أو الخيال وتصوّر لقاء جنسي مع تحريك الدمية أو حتّى لقاءات بين الدمى أنفسهم أو المتعة الجنسية المكتسبة من خِلال أفكار يجري تحويلها أو تطبيقها على الدمية ذاتِها.
هناك من «يتفنّن» فِي ممارسة دكاكيرية الدمى عبرَ لعب شريكته لدور الدمية من خِلال ارتداء نفسِ زيّها لتستثيره كما أنّ هناك طرق أخرى تشملُ العبوديّة مثلَ تقييد يدِ الشريكة بالأصفاد وغير ذلك.

## الخيال
قد تصحبُ هذه الفتيشيّة الخيال الجِنسي وغير ذلك من أنواع المُمارسات معَ الدمى.